# Glindow
Glindow ist seit der Brandenburger Gemeindegebietsreform von 2001 ein Ortsteil von Werder (Havel). Der Ort war seit dem Mittelalter ein Zentrum der Ziegelindustrie. Aus dem Glindower Ton wurden die für die Mark Brandenburg typischen gelben Klinker erzeugt.

## Geschichte
Mit dem slawischen Ortsnamen Glina, was mit Ton oder Lehm zu übersetzen ist, wird Glindow erstmals 1317 erwähnt.
Seit 1462 übernahm das Kloster Lehnin die Regie bei der Ziegelproduktion. Im 19. Jahrhundert explodierte in den schnell wachsenden Städten, hier insbesondere in Berlin, die Nachfrage nach Baumaterial. Die Glindower Ziegeleien hatten den Vorteil, dass ihre Produkte direkt auf Kähne verladen werden konnten und so kostengünstig in die Städte zu transportieren waren. In Glindow entstanden ca. 18 Ziegeleien, die rd. 50 Rundöfen mit zwölf Kammern betrieben. In Spitzenzeiten betrug die Tagesproduktion je Kammer 12.000 Steine, so dass die rd. 500 Ziegeleiarbeiter täglich bis zu 600.000 Steine produzierten.
So wurde Glindow 1872 zum Amtsbezirk erhoben. Ab 1906 erschöpften sich die Tonvorräte im Raum Glindow, das Sterben der Ziegeleien setzte ein. Die Weltwirtschaftskrise 1929 gab der Glindower Ziegelindustrie fast den Todesstoß, 1935 existierten noch 2 Ziegeleien.
Im Zweiten Weltkrieg wurde die Produktion völlig eingestellt. Seit 1948 lieferte der VEB Ziegelwerke Glindow wieder Baustoffe, seit 1959 entstanden im VEB Tonwaren Glindow (ab 1981 im Kombinat Industriewaren Rathenow) Blumentöpfe.
Mit der Wende kam das vorläufige Aus für die Tonwarenproduktion. Die Ziegelei wurde Museum. Seit 1990 werden im Museum Baumaterialien zur Rekonstruktion von Denkmalen in Handarbeit wie in alten Zeiten hergestellt.
Glindow wurde am 31. Dezember 2001 nach Werder (Havel) eingemeindet.

## Der Ort
Glindow liegt westlich von Werder an der B 1. Der Glindowsee ist über den um 1701 entstandenen Strenggraben, eine künstliche Wasserstraße, mit der Havel verbunden. Über diesen Strenggraben führt die Strengbrücke die Bundesstraße 1 in südöstlicher Richtung weiter zur Baumgartenbrücke bei Geltow. Zur Zeit der Fusion mit Werder zählte Glindow knapp 4.000 Einwohner.

## Sehenswürdigkeiten
- Die Dorfkirche Glindow wurde in den Jahren 1852/1853 nach Plänen von August Stüler errichtet. Ausgeführt wurde der Bau jedoch unter der Leitung des Schinkelschülers und Bauinspektors Christian Heinrich Ziller (1791–1870), eines Onkels der später in Sachsen bauenden Gebrüder Ziller sowie des in Griechenland wirkenden Ernst Ziller. Es entstand ein neugotischer Langhausbau aus Joachimstaler Backstein, dessen Ostwand mit einem Staffelgiebel gerade abschließt. Die aus Feldsteinen errichteten Umfassungsmauern der alten Kirche wurden mit einbezogen. Der Glockenturm ist beachtliche 40 Meter hoch.
- Ziegeleimuseum
- Naturschutzgebiet Glindower Alpen
- Die Umgebung wird durch den Obstbau geprägt.

## Naturschutzgebiet Glindower Alpen

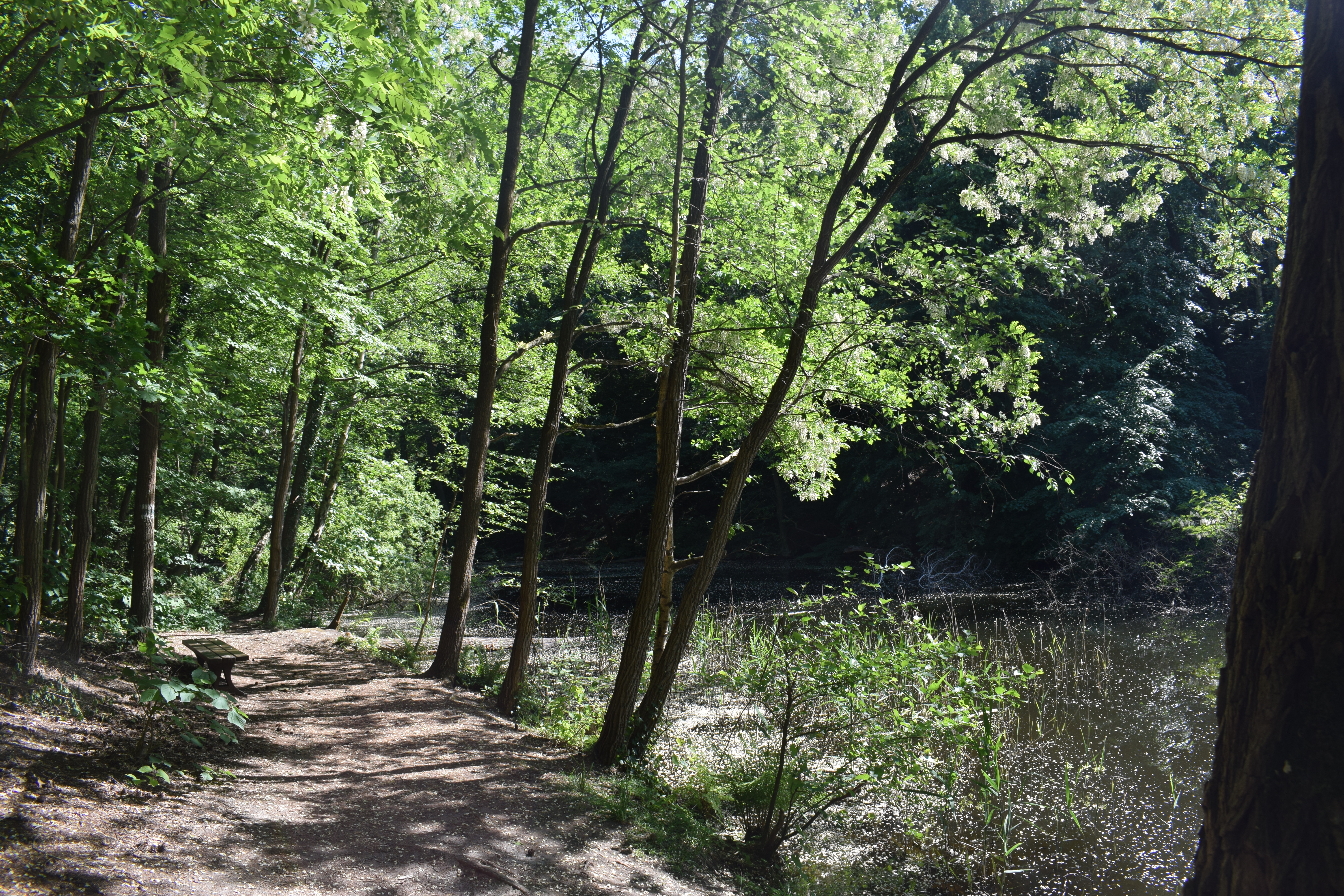
Grubenteich, Restloch einer Tongrube

Das Naturschutzgebiet Glindower Alpen ist ein Überbleibsel der Ziegelindustrie. Diese für die Mark Brandenburg untypische Landschaft entstand als Abraumhalde der Tongewinnung.